# LMMS
LMMS (Linux MultiMedia Studio) es una estación de trabajo de audio digital (por sus siglas en inglés DAW) libre (con licencia GPL) de código abierto y multiplataforma que permite producir música con la computadora.
Es una alternativa a programas como FL Studio, Logic Pro o Cubase puesto que son de corte profesional. Está disponible para GNU/Linux, OpenBSD, Microsoft Windows y Mac OS X, La música puede ser producida al crear o sintetizar sonido, organizar muestras de audio y mediante su teclado MIDI. LMMS está disponible en 15 idiomas.
El DAW está escrito desde cero y está pensado para ser una alternativa libre y gratuita de FL Studio, Logic Pro o Ableton.
Actualmente el proyecto está parado y a día de hoy la versión más reciente se ha quedado un poco obsoleta y no tiene alguna que otra función que un DAW como FL Studio.

## Interfaz
La interfaz de LMMS cuenta con varias ventanas muy similares a las de FL Studio:
- Editor: Permite crear patrones que luego pueden ser usados en el Song Editor. Este puede compararse con el Channel Rack de FL Studio.

- Piano Roll: Piano virtual de 8 octavas que nos permite crear melodías. A diferencia del Piano Roll de FL Studio, este solo trabaja con el Song Editor y Beat/Bassline Editor por separado, mientras que en FL Studio el Channel Rack y el Piano Roll trabajan en conjunto.

- Song Editor: Lugar en donde se pueden colocar y organizar las notas musicales, los samples y los plugins para terminar de armar la canción.

- FX Mixer: Nos permite agregar efectos a la canción (tales como Sidechain, Reverberación, etc.), silenciar canales, crear envíos, etc.

Instrumentos: ofrece una variedad de plugins (AudioFileProcessor, BitInvader, ZynAddSubFx, etc.).
Mis proyectos: Apartado en donde podemos encontrar los proyectos que hayamos guardado en la carpeta de trabajo de LMMS. También incluye algunas Demos y Shorties por defecto.
Mis muestras: Aquí se encuentran todos los samples que tengamos (siempre y cuando estén en la carpeta de trabajo de LMMS).
Mis preconfiguraciones: Por defecto LMMS trae una gran variedad de presets para su uso, pero se pueden descargar más desde la página oficial.
Carpeta Personal: En este apartado podemos buscar librerías y otras cosas que no estén en la carpeta de trabajo de LMMS.
Equipo: Nos permite acceder a todos los discos y otros lugares en cuestión.

## Características
El DAW ofrece la posibilidad de realizar las canciones de principio a fin. Pudiéndose utilizar el Piano Roll para construir las melodías y el FX Mixer para implementar los procesos como efectos de audio y otros (tales como Sidechain). Esto en conjunto con el Beat+Bassline Editor y el Song Editor para terminar de crear la canción en cuestión.
Tal vez, el único inconveniente que presenta, sería en el área de la masterización, pero en cada nueva versión favorece este aspecto (hasta tal punto que, según el productor, sea posible).
Por sí mismo, ofrece una variedad de plugins (que equivaldrían a instrumentos digitales) de forma interna. Siendo capaz de soportar plugins VST (que bien podrían ser gratuitos o de pago, efectos de audio o instrumentos virtuales), también soporta archivos Soundfont2, eliminando algunas de sus limitantes (una de ellas puede ser que no es capaz de grabar audio internamente).
Por defecto LMMS cuenta con una variedad de plugins desde un procesador de audio, hasta un sintetizador de 3 osciladores con capacidad para síntesis AM y FM.
También cuenta con canales de automatización, y podemos usar samples mediante el uso del Sample Track o el AudioFileProcessor.
También se pueden añadir notas al proyecto si queremos distribuirlo con otros usuarios.

#### Plugins incluidos
AudioFileProcessor Sampler simple con configuraciones para usar samples, soporta formatos de audio como: WAV, FLAC, OGG, VOC, SPX, DS, AIFF, AU, RAW (no soporta MP3)
BitInvader Es un sintetizador de tabla de ondas que pueden ser personalizables (también podemos cargar archivos de forma de onda para usar)
FreeBoy Es una emulación del API de GameBoy™
GIG Es un reproductor para archivos GIG
Kicker Es un sintetizador percusivo, que nos permite crear sonidos de Bombo.
LB302 Imitación monofónica incompleta del TB303.
Mallets Nos permite agregar cosas melodiosas (tales como un vibráfono) a la canción.
Monstro Es un monstruoso sintetizador de 3 osciladores con matriz de modulación.
Nescaline Es un sintetizador estilo NES.
OpulenZ Es un sintetizador FM con 2 operadores.
Organic Es un sintetizador Aditivo para crear sonidos estilo órgano.
PatMan Es un instrumentos de “Patches” compatible con GUS.
SF2 Player Reproductor de archivos Soundfont2.
Sfxr Es un port de SFXR para LMMS.
SID Es una emulación de un chip que fue usado en las computadoras Conmodore 64.
TripleOscillator Es un poderoso sintetizador de 3 osciladores con capacidad para síntesis AM y FM que puede ser modulado de muchas maneras(Su función es muy parecida al 3xOSC de FL Studio).
VeSTige Es el anfitrión para usar complementos VST(i) en LMMS (muchos plugins pueden llegar a no ser compatibles con LMMS o no funcionar correctamente).
Vibed Es un modulador de cuerdas vibrantes.
Watsyn Es un sintetizador de tabla de ondas con 4 osciladores modulables.
ZynAddSubFX Es una integración del plugin ZynAddSubFX y es uno de los más poderosos que tiene.
LMMS cuenta con una gran variedad de efectos que podemos usar, los cuales están disponibles en su mayoría en formato LADSPA (incluido SideChain), y unos pocos efectos internos de LMMS, también podemos usar efectos en formato VST mediante VeSTige.

## Ventajas y desventajas
A pesar de ser un software de producción musical, LMMS no cuenta con muchas características que tienen los software privativos tales como FL Studio, Logic Pro o Cubase.

#### Las desventajas de LMMS pueden ser
No está bien optimizado.
No puede grabar audio (para hacerlo debemos usar un programa externo como Audacity o Audition).
El Song Editor no tiene cuantización ajustable(Esto es la información LMMS 1.2.2 e inferior)
Muchos plugins VST pueden no funcionar correctamente (hasta el punto de ser incompatibles).
No se actualiza regularmente.
Muchos de sus efectos son muy básicos.
Muchas cosas le faltan y algunas que necesitan ser trabajadas.

#### Las ventajas de LMMS pueden ser
Una de las que gana contra otros softwares privativos de producción musical es que es software libre y es totalmente gratuito.
Es multiplataforma (compatible con Microsoft Windows, GNU/Linux, Mac OS X y OpenBSD, FL Studio y otros DAW de producción musical solo son compatibles con Microsoft Windows y OS X).
Es fácil de usar.
Es muy compacto.
Es multilenguaje (está disponible en 15 idiomas, incluso en español).
Tiene una cantidad de canales de efecto ilimitada (hasta donde se conoce) en el FX Mixer.
Los plugins pueden tener sus propios efectos independientes (sin tener que agregarlos en el FX Mixer).
A pesar de ser tan compacto y tener sus limitaciones es muy poderoso (incluso sus desventajas se pueden convertir en ventajas si se analiza correctamente).

## Requisitos del programa
LMMS está disponible para múltiples sistemas operativos, incluidos Linux, OpenBSD, macOS y Windows. Requiere una CPU de 1 GHz, 512 MB de RAM y una tarjeta de sonido de dos canales.